# Daniel Schulz (Fußballspieler)
Daniel Schulz (* 21. Februar 1986 in Berlin) ist ein ehemaliger deutscher Fußballspieler und aktueller -Trainer.

## Leben
Schulz begann im Alter von sieben Jahren beim VfB Friedrichshain mit dem Fußballspielen. Von dort wechselte er 1997 für eine Saison zum FSV Berolina Stralau, bevor er sich der Jugend des BFC Dynamo anschloss. Mit 15 kam er schließlich zum 1. FC Union Berlin.
Bei den „Eisernen“ gelangte Schulz 2004 in den Kader der ersten Männermannschaft, spielte jedoch fast die gesamte Saison 2004/05 für die Nachwuchsabteilung, ehe er zum Schluss der Saison – als der Verein schon längst nicht mehr den Abstieg aus der Regionalliga verhindern konnte – sein Pflichtspieldebüt feierte.
In der Folgesaison sammelte er zunächst mehr Spielerfahrung, bis ihn ein Riss im Kreuzband zurückwarf. Erst im folgenden Jahr wurde er Stammspieler und absolvierte 34 von 36 möglichen Partien. Der Trainer der deutschen U-21-Nationalelf Dieter Eilts setzte ihn daraufhin in zwei Spielen ein.
Schulz wurde zum Beginn der Saison 2007/08 vom neuen Union-Trainer Uwe Neuhaus zum Mannschaftskapitän ernannt. In derselben Saison gelang ihm mit den Unionern die Qualifikation für die neue dritte Profiliga. Er selbst verletzte sich jedoch kurz vor Saisonabschluss am Meniskus und gab daher erst Anfang November 2008 sein Debüt in der dritten Liga. Am Ende der Saison feierte das Team die Rückkehr in die zweite Bundesliga.
In der Zweitligasaison 2009/10 verlor Schulz das Kapitänsamt und kam zudem nur auf fünf Einsätze. Er wechselte zur Saison 2010/11 zum SV Sandhausen zurück in die dritte Liga. Dort gehörte er von Anfang an wieder zum Stammkader. In seinem zweiten Jahr bei Sandhausen stieg er in die 2. Liga auf.
Nach sechs Spielzeiten verließ er Sandhausen im Sommer 2016 und unterzeichnete beim Regionalligisten Stuttgarter Kickers einen Dreijahresvertrag.
Nach einem Jahr trennten sich die Kickers und Schulz jedoch wieder. Er wechselte zum FC Viktoria Berlin in die Regionalliga Nordost. Nachdem er in der Saison 2017/2018 in 12 Spielen zum Einsatz gekommen war, verließ er Viktoria im Sommer 2018.
Im Juli 2018 wurde Schulz zum Trainer der A-Jugend von 1. FC Union Berlin in der A-Junioren-Bundesliga.

## Erfolge
- Meister der 3. Liga und Aufstieg in die 2. Bundesliga:
  - 2009 mit dem 1. FC Union Berlin
  - 2012 mit dem SV Sandhausen